# Кубанская улица (Санкт-Петербург)
Куба́нская у́лица — улица в Выборгском районе Санкт-Петербурга. Проходит от проспекта Энгельса до Удельного проспекта.

## История
Название Кубанская улица известно с 1887 года, дано по селу Кубенское Вологодской области в ряду близлежащих улиц, наименованных по старинным малым городам России.

## Достопримечательности
- Ярославские бани